# Janirella priseri
Janirella priseri är en kräftdjursart som beskrevs av Chardy 1972. Janirella priseri ingår i släktet Janirella och familjen Janirellidae. Inga underarter finns listade i Catalogue of Life.